# ليتسانو
ليتسانو (بالإيطالية: Lizzano)‏ هي بلدية في مقاطعة تارانتو في إقليم بوليا الإيطالي.

## السكان
في سنة 1861 بلغ عدد السكان 1٬959 نسمة، وتطور العدد ليصل في سنة 2011 لـ 10٬238 نسمة.
يظهر هذا المخطط البياني تطور النمو السكاني لـ ليتسانو